# Liga Mayor del Distrito Federal 1935/36
Die Saison 1935/36 war die fünfte Spielzeit der Liga Mayor del Distrito Federal, die seit 1931 diese Bezeichnung trug, sowie – unter der Berücksichtigung, dass der Wettbewerb in der Saison 1930/31 vorzeitig abgebrochen wurde und daher ebenso wenig als regulärer Ligawettbewerb anzusehen ist wie das im Pokalmodus ausgetragene Jubiläumsturnier Centenario 1921 – die 33. Spielzeit der in Mexiko eingeführten Fußball-Liga, die in der Anfangszeit unter dem Begriff Primera Fuerza firmierte. Stand der Wettbewerb ursprünglich Mannschaften aus allen Landesteilen offen, so war er in den 20 Jahren von 1920 bis 1940 auf Vereine aus Mexiko-Stadt begrenzt.
Meister wurde zum bereits zwölften Mal der Real Club España, der zwischen den beiden Weltkriegen die erfolgreichste Mannschaft im mexikanischen Fußball stellte. 

## Spielorte
Im ersten Teil der Meisterschaft, die im November 1935 begann und Ende Februar 1936 unterbrochen wurde, wurden sämtliche Meisterschaftsspiele im Parque Necaxa und im Parque España de la Verónica ausgetragen. Nach Wiederaufnahme der Meisterschaftsrunde im April 1936 fungierte außerdem der im März 1936 eröffnete Parque Asturias zweimal als Spielort.

## Abschlusstabelle
| Pl. | Verein           | Sp. | S | U | N | Tore    | Diff. | Punkte |
| --- | ---------------- | --- | - | - | - | ------- | ----- | ------ |
| 1.  | Real Club España | 8   | 5 | 2 | 1 | 018:160 | +2    | 12:40  |
| 2.  | Club América     | 8   | 4 | 1 | 3 | 020:160 | +4    | 09:70  |
| 3.  | Club Necaxa      | 8   | 2 | 3 | 3 | 017:170 | ±0    | 07:90  |
| 4.  | CF Asturias      | 8   | 2 | 3 | 3 | 014:160 | −2    | 07:90  |
| 5.  | CF Atlante       | 8   | 1 | 3 | 4 | 020:240 | −4    | 05:11  |

## Kreuztabelle
Die Kreuztabelle stellt die Ergebnisse aller Spiele dieser Saison dar. Die Heimmannschaft ist in der linken Spalte aufgelistet und die Gastmannschaft in der obersten Reihe.
| 1935/36 | 1935/36  | ESP | AME | NEC | AST | ATE |
| 01.     | España   |     | 1:0 | 2:1 | 3:3 | 3:2 |
| 02.     | América  | 3:4 |     | 1:3 | 2:1 | 4:2 |
| 03.     | Necaxa   | 4:0 | 0:4 |     | 1:2 | 3:3 |
| 04.     | Asturias | 1:3 | 2:2 | 1:1 |     | 3:2 |
| 05.     | Atlante  | 2:2 | 3:4 | 4:4 | 2:1 |     |